# Segunda guerra macedónica
La segunda guerra macedónica (200 a. C.-197 a. C) fue una guerra entre Macedonia, liderada por Filipo V, la República romana, sus aliados, Pérgamo, Rodas, Atenas y la Liga Etolia. El resultado fue la derrota de Filipo quien fue forzado a abandonar todas sus posesiones en territorio griego. Aunque Roma declaró la "libertad de Grecia", la guerra marcó el principio del dominio de los romanos en el este del mediterráneo.

## Antecedentes
En 204, el rey Ptolomeo IV Filopator murió dejando el trono a su hijo de tan solo seis años, Ptolomeo V. Filipo V y Antíoco III, rey del Imperio seléucida, decidieron aprovecharse de la debilidad del nuevo rey quitándole el territorio de su reino haciendo pactos sobre qué parte le tocaría a cada uno. Filipo se interesó en las polis griegas en Tracia y cerca del Dardanelos. Su éxito al tomar ciudades como Cío preocupó a los estados de Rodas y Pérgamo, que también tenían intereses en la zona.
En 201 Filipo emprendió una campaña contra Asia Menor, en la que sitió Samos y conquistó Mileto. De nuevo, esto preocupó a Rodas y a Pérgamo. Además Filipo atacó el territorio de los últimos; luego invadió Caria, pero su avance fue bloqueado por Rodas y por Pérgamo en Bargilia, lo que obligó a su ejército a invernar en un territorio de pocas provisiones. A pesar de esta victoria, Pérgamo y Rodas seguían temiendo a Filipo. Por lo tanto, decidieron pedir ayuda a la nueva potencia del Mediterráneo, Roma.

## Interés de Roma
Roma acababa de finalizar victoriosa la segunda guerra púnica contra Aníbal. En este punto de su historia los asuntos del este del mediterráneo no habían sido de mucho interés. La primera guerra macedónica contra Filipo V se había producido por la disputa de los territorios de Iliria y se había finalizado con la Paz de Fénice. Los asuntos de Filipo en Asia menor no habían producido ningún efecto en Roma. Sin embargo, tras escuchar a los embajadores de Pérgamo y Rodas, los romanos decidieron enviar tres delegados para inspeccionar la situación en Grecia. Los embajadores no encontraron nada por lo que empezar una guerra con Filipo hasta su llegada a Atenas. Allí se encontraron con el rey Atalo I de Pérgamo y algunos enviados de Rodas. En ese momento, los atenienses decidieron declarar la guerra a Macedonia, a lo que Filipo respondió enviando un grupo de soldados a invadir el Ática. Los embajadores romanos tuvieron una conferencia con el comandante del contingente Macedonio en la que pidieron que Macedonia se retirase de Grecia y que arreglaran con Pérgamo y Rodas los términos de las reparaciones de la última guerra. El general macedonio abandonó el Ática y comunicó a su rey el ultimátum romano.
Filipo, tras haber escapado del bloqueo en el que se encontraba (en Birgilia), rechazó el ultimátum romano, reanudó la invasión del Ática y comenzó otra campaña en los Dardanelos, sitiando la ciudad de Abidos. Aquí, en el año 200, un embajador romano le comunicó el segundo ultimátum romano, insistiéndole en que no atacase ninguna otra ciudad griega o perteneciente a Ptolomeo y en ir a un arbitraje con Rodas y Pérgamo sobre los asuntos de la última guerra. Era obvio que, en realidad, los romanos querían empezar la guerra y, al mismo tiempo que el embajador comunicaba el segundo ultimátum a Filipo, un ejército romano desembarcaba en Iliria. Las protestas de Filipo, fundamentadas en que no había violado ninguna de las condiciones de la paz de Fénice, fueron vanas y comenzó la guerra.
Polibio cuenta que, durante el sitio de Abidos, Filipo estaba tan impaciente que mandó un mensaje a los sitiados diciendo que las murallas caerían y que si alguno quería suicidarse podría hacerlo en los próximos tres días. Todos los ciudadanos lo hicieron y Filipo entró en una ciudad desierta.

## La guerra

Mapa con los principales acontecimientos de la guerra.

Filipo se encontró con pocos aliados decididos a hacer la guerra, pero los romanos tampoco tenían muchos aliados. Así, las distintas ciudades esperaban a ver de que lado se inclinaba la balanza para decidir a quien aliarse. Los primeros dos años de la campaña romana fueron poco destacados. Publio Sulpicio Galba hizo pocos progresos contra Filipo y su sucesor, Publio Vilo, tuvo que enfrentarse a un motín de sus tropas. En 198, Vilo dejó las tropas a Tito Quincio Flaminino.
El nuevo cónsul introdujo una nueva política para ganar la guerra. Hasta este momento, los romanos solo habían pedido a Filipo que no atacara a las ciudades griegas. Entonces Flaminino pidió que además abandonase todas sus posesiones griegas y se retirase a Macedonia.
Flaminino acaudilló una eficaz campaña contra Filipo en 198, forzándolo a retirarse a Tesalia. Las ciudades de la Liga Aquea habían estado muy ocupadas en una guerra contra Esparta como para tomar parte en esta guerra. Los continuos éxitos de los romanos hicieron que muchas de las ciudades pertenecientes a la Liga abandonasen el partido promacedonio. Otras ciudades como Argos permanecieron fieles.
Filipo declaró su voluntad para la paz pero sus propuestas se desvanecieron al enterarse de la partida del cónsul Flaminino debido a las elecciones. Flaminino quería llevarse el mérito de la victoria militar, pero aún no sabía si su mandato sería prolongado. Al final, decidió parlamentar mientras esperaba la llegada de las elecciones. Si se decidía que tendría que volver a Roma, negociaría una rápida paz. Si, por el otro lado, su mandato fuese extendido, entonces finalizaría las negociaciones y reanudaría las hostilidades. Filipo y Flaminino se encontraron en Nicea, en Lócrida, en noviembre del 198. Para prolongar las conversaciones Flaminino insistió en que todos los aliados romanos deberían estar presentes. Exigió otra vez que Filipo se retirara de Grecia. Este se negó a abandonar las ciudades de Grecia, pero ofreció abandonar las de Tracia y Asia Menor. Flaminino le contestó que quienes insistían en que abandonara las ciudades eran los estados griegos y le recomendó que enviase una embajada a Roma para discutir este último punto. Cuando el rey macedonio lo hizo, Flaminino se enteró de que su mandato sería extendido y por lo tanto dejó de negociar.
Viendo que la guerra se decantaba hacia el lado de Roma, los pocos aliados de Filipo lo abandonaron (a excepción de Acarnania), que hubo de contratar veinticinco mil mercenarios. El ejército de Filipo fue vencido primero en la batalla de Alos y luego fue completamente derrotado en la batalla de Cinoscéfalas en junio de 197, en la que las legiones de Flaminino vencieron a la falange macedonia. El descalabró obligó al rey macedonio a firmar la paz con Roma.

## La paz de Flaminino
Se declaró un armisticio y comenzaron las negociaciones de paz en el Valle de Tempe. Filipo fue obligado a abandonar sus posesiones en territorio griego y sus posesiones en Tracia y Asia menor. Los aliados de Flaminino en la Liga Etolia reclamaron que Filipo debería abandonar más territorios pero Flaminino se negó a su petición. El tratado fue enviado a Roma para ser ratificado. El senado agregó además otros términos: Filipo debería pagar una indemnización de 50 talentos inmediatamente y un tributo anual. Además, se le quitaría la flota. En 196, la paz fue finalmente aceptada y en los Juegos Ístmicos Flaminino declaró la paz de Grecia que fue recibida con extremada felicidad. Sin embargo, los romanos dejaron guarniciones en ciudades estratégicas como Corinto, Calcis y Demetrias.